# Heliogomphus cervus
Heliogomphus cervus – gatunek ważki z rodziny gadziogłówkowatych (Gomphidae).